# Зачепилівський заказник
Зачепилівський — ботанічний заказник місцевого значення в Україні. Розташований у межах Полтавського району Полтавської області на лівому березі річки Ворскла біля с. Зачепилівка. Площа заказника 828,6 га.
Статус заказника надано згідно з рішенням Полтавської облради від 27.10.1994 року, площу розширено рішенням Полтавської облради від 14.01.2002 року. Перебуває у віданні Новосанжарської селищної громади (287,6 га) та ДП «Новосанжарський лісгосп» (539,2 га).
Охороняється цінна лучна ділянка з заростями рябчика малого, занесеного до Червоної книги України. Тут також зростають шолудивник Кауфмана, рястка Фішера, тонконіг бульбистий, костриця несправжньоовеча, китятки звичайні та подільські, вероніка весняна.
Територія Санжарського лісництва включає ділянки насаджень дуба звичайного та сосни звичайної.